# WHITE justice
「WHITE justice」（ホワイト・ジャスティス）は、飛蘭の13枚目のシングル。2012年5月23日にLantisから発売された。

## 解説
前作「Dead END／蒼穹の光」から4ヶ月ぶりのリリースとなる2012年2作目のシングル。初回盤をArtist Side、通常盤をAinmation Sideとして発売。前者は表題曲のプロモーションビデオを収録したDVD付き。表題曲はMBS・TBS系アニメ「機動戦士ガンダムAGE」第三部・キオ編（第29話 - 第39話）エンディングテーマ。カップリング「君といた日々」は同アニメ第38話の挿入歌。

## 収録曲
（全作詞：飛蘭）
1. WHITE justice
作曲：上松範康（Elements Garden）　編曲：藤田淳平（Elements Garden）
2. 君といた日々
作曲：rino、編曲：戸田章世
3. WHITE justice (ballade version)
作曲：上松範康（Elements Garden）　編曲：藤田淳平（Elements Garden）
4. WHITE justice（off vocal）
5. 君といた日々（off vocal）
6. WHITE justice（off vocal）